# Pausànies d'Orèstia
Pausànies o Pausànias d'Orèstia o Pausànies d'Orestis (en llatí Pausanias, en grec antic Παυσανίας) fou un militar macedoni, de la casa reial dels orestes, que va ser un dels somatofílacs (guàrdia personal) de Filip II de Macedònia. Per la seva bellesa el rei li va mostrar simpatia.
Pausànies va tenir por que seria suplantat en l'afecte reial per un altre Pausànies, un militar, i va aconseguir la seva mort en una batalla contra els il·liris. L'amic del segon Pausànies, el general Atal, va prendre revenja i va injuriar greument a aquest Pausànies. Va demanar al rei el seu càstig, però Filip II no ho va acceptar perquè llavors estava emparentant amb el general (s'havia de casar amb la seva neboda). Pausànies va decidir prendre revenja directament amb el rei.
Al festival que es va fer a Eges pel casament de la filla de Filip, Cleòpatra, amb Alexandre I de l'Epir, aprofitant la seva condició de guardià del rei, el va atacar amb una espasa i el va matar (336 aC). Es va escapar cap a les portes de la ciutat on tenia disposats uns cavalls, però perseguit per altres oficials del rei va ser atrapat i mort.
Les sospites últimes del crim van recaure en Olímpia de l'Epir, la dona de Filip, i el príncep Alexandre (Alexandre el Gran), i segons l'historiador Justí va ser Olímpia la que va proporcionar els cavalls, i diu a més, que quan el cadàver de Pausànies va ser crucificat, la reina va posar-li una corona d'or al cap, va fer cremar el seu cos sobre les restes del seu marit i fins i tot va instaurar uns ritus anuals en memòria d'ell. L'espasa amb la que havia comès el crim, Olímpia la dedicar a Apol·lo. La sospita sobre Alexandre segurament és del tot infundada. Hi ha també una altra llegenda que diu que quan Pausànies meditava la seva venjança va anar a preguntar al sofista Hermòcrates quin era el camí més curt cap a la fama. Aquest li va respondre que ho aconseguiria matant a l'home més gran. No ha quedat mai clar qui en va ser el responsable directe.